# NGC 288
NGC 288 est un amas globulaire située dans la constellation du Sculpteur.
L'astronome germano-britannique William Herschel l'a découvert en 1785.
Selon une étude publiée en 2011 par J. Boyles et ses collègues, la métallicité de l'amas NGC 288 est égale à -1,32 et sa masse est égale à 112 000{\displaystyle M_{\odot }}. Dans cette même étude, la distance de l'amas est estimée à environ 8,9 kpc (∼29 000 al).
Selon une autre étude publiée en 2010, la métallicité de NGC 288 est estimée à -1,14 [Fe/H] et son âge à 10,62 milliards d'années.

## Galerie

Au cœur de NGC 288 par le télescope spatial Hubble. (ESA/Hubble & NASA)
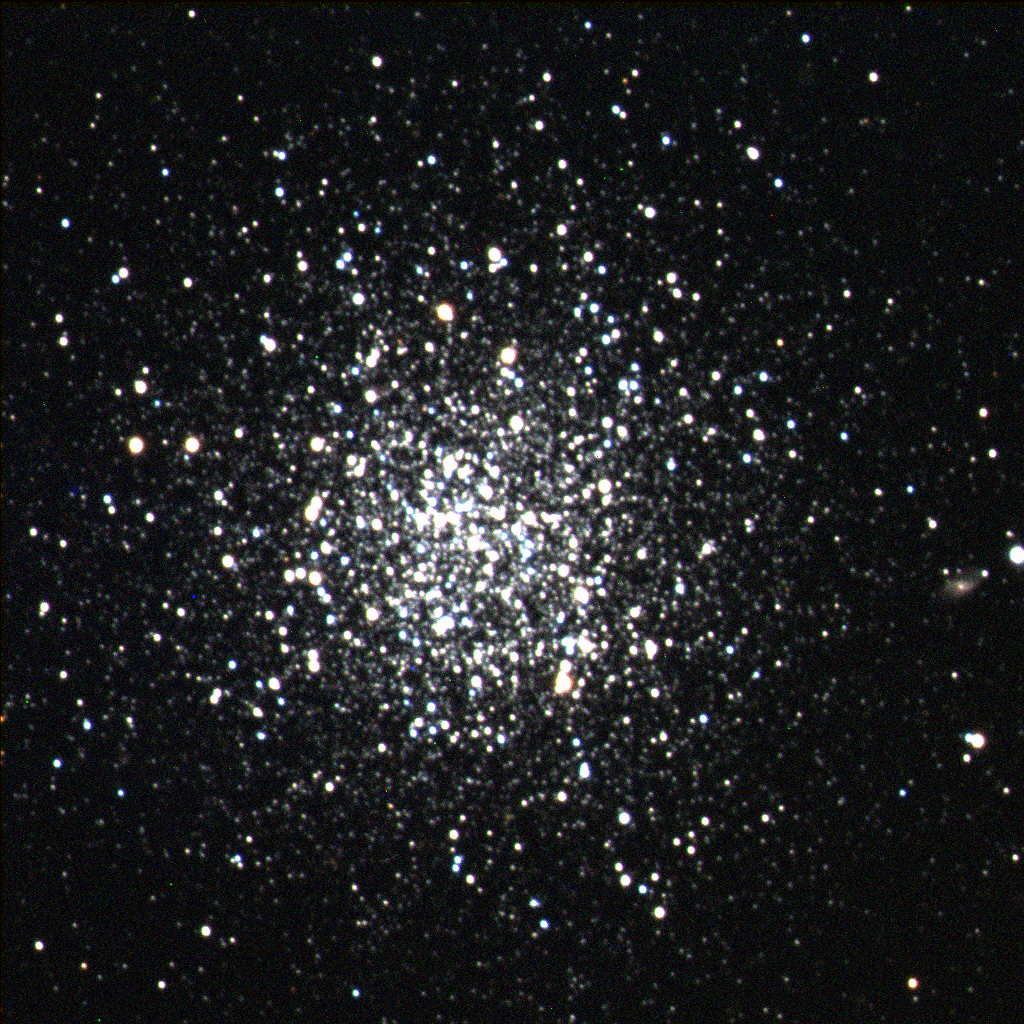
NGC 288 prise par le télescope PROMPT 3 de l'Observatoire interaméricain du Cerro Tololo.